# Leucania manopi
Leucania manopi là một loài bướm đêm trong họ Noctuidae.